# Cavaliere maresciallo
L'incarico di cavaliere maresciallo è un incarico non ereditario (a differenza dell'incarico di conte maresciallo), che era affidato dal sovrano a nobili scozzesi. L'incaricato svolgeva la funzione di vice del conte maresciallo.
La carica venne creata in occasione dell'incoronazione a re di Scozia di Carlo I nel 1633, a Scone. 
L'assegnazione dell'incarico continuò fino alla morte dell'XI duca di Hamilton, avvenuta nel 1863. 
L'ufficio da allora è vacante, ma non è mai stato ufficialmente abolito.
All'epoca dell'insurrezione giacobita del 1715, il cavaliere maresciallo era un Keith e, con il suo parente George, il X conte maresciallo, fu fra i rivoltosi. 
Poiché l'incarico non è ereditario, non ne poté essere privato, come invece accadde per il titolo di conte maresciallo; egli fu comunque destituito dall'incarico.
Il Public Offices (Scotland) Act 1817 stabilì che gli incaricati dell'ufficio di cavaliere maresciallo non dovessero ricevere una remunerazione.

## Cavalieri marescialli
- 1660-1714: John Keith, I conte di Kintore
- 1714-1715: William Keith, II conte di Kintore[2]
- 1718-1732: Charles Hamilton, lord Binning
- 1733-1758: John Keith, III conte di Kintore
- 1758: James Erskine, lord Barjarg

Lista incompleta
- 1785: Sir Robert Laurie, Bt
- 1805: William Hay, XVII conte di Erroll
- 1819: Alexander Keith, successivamente sir Alexander
- 1832: William George Hay, XVIII conte di Erroll
- 1846: William Hamilton, XI duca di Hamilton

Dopo la morte del duca di Hamilton avvenuta nel 1863 l'incarico non fu più assegnato.